# Jerzy Drewnowski
Jerzy Drewnowski (* 1941 in Polen) ist ein deutscher Wissenschaftshistoriker, Philosoph und Ethiker.

## Leben
Jerzy Drewnowski ist ehemaliger Mitarbeiter der Polnischen Akademie der Wissenschaften, der Lessing-Akademie in Wolfenbüttel und der Technischen Universität Cottbus, Stipendiat der Deutschen Forschungsgemeinschaft (in der Deutschen Copernicus-Forschungsstelle im Deutschen Museum, München) und der Herzog August Bibliothek in Wolfenbüttel, Gründungssenator der Europa-Universität Viadrina in Frankfurt (Oder).
Er arbeitete viele Jahre, in Polen und in Deutschland, an der Herausgabe der Nicolaus Copernicus Gesamtausgabe und promovierte über Kopernikus als einen politisch aktiven Gelehrten.
In seiner Habilitationsschrift beschäftigte er sich mit dem ethischen und gesellschaftlichen Selbstverständnis der polnischen Intellektuellen des 14. und 15. Jahrhunderts.
Er untersuchte auch das gesellschaftliche und politische Bewusstsein des Menschen, der in Unfreiheit lebt. Im Rahmen einer Quellenforschung zur Zwangsarbeit in der Zeit des Nationalsozialismus entwickelte er einen neuen Fragen-Katalog zu Gesprächen mit Zeitzeugen.
Seit 1989 wohnt er in Deutschland, zeitweise weilt er viel in Polen. In Jedlnia-Letnisko bei Radom schuf er mit Stanisław Matuła einen Treffpunkt für unabhängig denkende Menschen aus dem Inland und Ausland.
Seine gegenwärtige philosophische Reflexion versteht er als eine europäische Befreiungsphilosophie. Er gibt dieser seiner Reflexion die Form von Essays, Gedichten und philosophischen Fabeln.
Er ist Mitglied des Ehrenkomitees des Polnischen Bundes der Rationalisten.

## Werke
- "Mikołaj Kopernik w świetle swojej korespondencji", Ossolineum, 1978